# عمر برغوثی

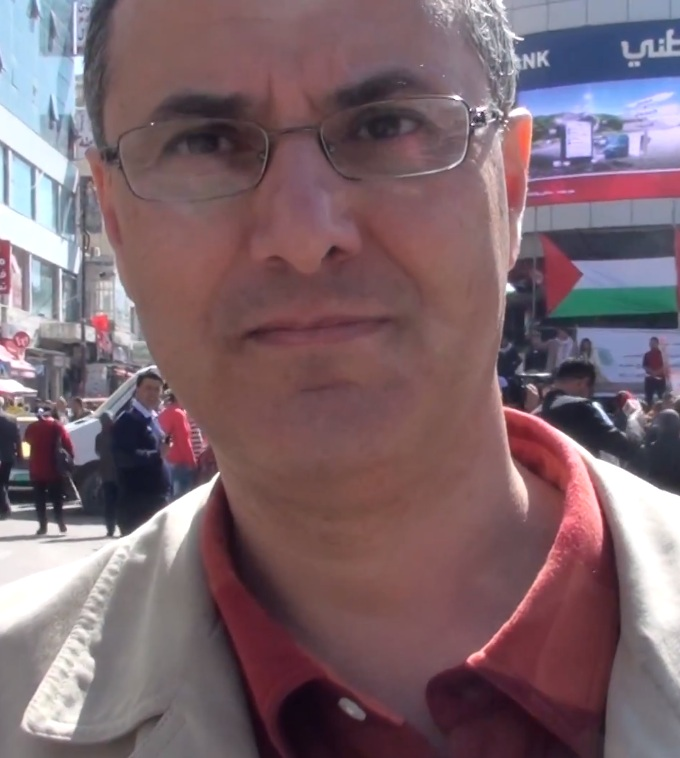
برغوثی، مؤسس جنبش بایکوت اسرائیل - ۲۰۱۶

عمر برغوثی (م ۱۹۶۴) از اعضای مؤسس کمیته فلسطینی بایکوت دانشگاهی و فرهنگی اسرائیل و از مؤسسین جنبش بایکوت، عدم سرمایه‌گذاری و تحریم اسرائیل است.
برغوثی در قطر در یک خانواده فلسطینی متعلق به طایفه برغوثی متولد شد و در خردسالی به مصر نقل مکان کرد و آنجا بزرگ شد. در سال ۱۹۸۲ به آمریکا نقل مکان کرد و ۱۱ سال آنجا زندگی کرد و فوق لیسانس مهندسی برق را از دانشگاه کلمبیا دریافت کرد. در ۱۹۹۳ پس از ازدواج با یک زن فلسطینی اسراییلی به اسراییل نقل مکان کرد. او دارای اقامت دائم اسرائیل است و در عکا زندگی می‌کند.
برغوثی با این که به‌طور فعال در سراسر جهان برای بایکوت اقتصادی، فرهنگی و دانشگاهی اسرائیل فعالیت می‌کند خود در دانشگاه تل آویو تحصیل کرده. او دارای فوق لیسانس فلسفه از آن دانشگاه است و در حال تحصیل در مقطع پی اچ دی در آن دانشگاه است. طوماری با ۱۸۴ هزار امضا خواهان اخراج او از این دانشگاه بوده اما او اخراج نشد.